# 菲利列耶夫斯科耶湖
55°16′12″N 40°9′1″E / 55.27000°N 40.15028°E
菲利列耶夫斯科耶湖（俄语：Филилеевское），是俄羅斯的湖泊，位於該國西部，由莫斯科州負責管轄，長0.75公里、寬0.72公里，面積0.33平方公里，海拔高度112米，最大水深2米。